# Moniliformis erinacei
Moniliformis erinacei är en hakmaskart som beskrevs av Southwell och Macfie 1925. Moniliformis erinacei ingår i släktet Moniliformis och familjen Moniliformidae. Inga underarter finns listade i Catalogue of Life.